# Kim Tae-yong
Kim Tae-yong es un director de cine y guionista surcoreano. Kim empezó a filmar antes de los 20 años, después de ver e inspirarse en la película El hijo de los directores Jean-Pierre y Luc Dardenne. Fue apodado "ejecutivo de cortometrajes", dado que él realizó muchos cortos como As Children (2005), Twenty's Wind (2005), You Can Count on Me (2006) to Frozen Land (2010). Sus trabajos incluyen Night Bugs (2012) y Spring Fever (2013) estrenadas como películas antológicas de otros directores.
Set Me Free (2014), aclamada por la crítica por su estable escritura de guion y dirección, está basada en su propia historia. Como en sus primeras películas, muestra afecto hacia aquellos que luchan para ser amados. También es muy curioso acerca de lo que un ser humano se atreve a hacer para ser amado.

## Filmografía
- As Children (Cortometraje, 2005) - director
- Twenty's Wind (Cortometraje, 2005) - director
- You Can Count on Me (Cortometraje, 2006) - director
- Solongos (Cortometraje, 2007) - director
- Exhausted (2009) - asistente de director
- Frozen Land (Cortometraje, 2010) - director, guionista
- Social Service Agent (Cortometraje, 2011) - director, guionista, editor
- Night Market (Cortometraje, 2012) - director[4]
- Night Bugs (Cortometraje, 2012) - director, guionista
- Spring Fever (Cortometraje, 2013) - director, guionista
- One Summer Night (Cortometraje, 2014) - director, guionista
- One Night Only (Cortometraje, 2014) - director
- Romance in Seoul (episodio 4: "Spring Fever") (2014) - director, guionista
- Set Me Free (2014) - director, guionista
- Misbehavior (2016) - director, guionista

## Premios
- 2015 35.ª Asociación coreana de Premios de Críticos de Película:mejor director nuevo (Set Me Free)
- 2015 36.º Dragón Azul Premios de Película: mejor director nuevo (Set Me Free)